# Casino di Terra Nuova
Il Casino di Terra Nuova è un piccolo complesso architettonico sito in località Giampilieri marina, a Messina, rilevato e disegnato dall’architetto francese Jaques Ignace Hittorff nel suo viaggio in Sicilia del 1823-24. È stato pubblicato nel 1835 alla Planche XXXIII dell’Architecture Moderne de la Sicile. Sconosciuto alla critica successiva, ritenuto perduto e mai più individuato per quasi due secoli, è stato rivelato per la prima volta dagli architetti messinesi Francesco Galletta e Francesco Sondrio nel 2014 e reso noto nel 2017. 

## I disegni di Hittorff
Il Casino è l’ultimo manufatto disegnato da Hittorff in uscita da Messina, ai primi di ottobre del 1823, dopo una campagna di rilievi di dieci giorni nella città dello Stretto, portata avanti con i colleghi Ludwig von Zanth  e Wilhelm Stier. È presente nell’Architecture Moderne de la Sicile con il titolo: Plan et vue d’un casin sur la route de Messine à Catane (Pianta e vista di un casino sulla strada da Messina a Catania). 
I disegni della Planche XXXIII sono una planimetria e una prospettiva frontale. Il casino appariva costituito da due lotti affiancati (a destra edificato), divisi da una scalinata con due brevi rampe successive, dirette verso una fontana, posta dentro una nicchia sovrastata da un’edicola. L’area davanti agli edifici era occupata da un rigoglioso giardino con un portico pergolato e folti rampicanti.  
Nella descrizione che accompagna la Planche, Hittorff ne parla come un “luogo di delizie” («vèritable lieu de dèlices»), paragonandolo «ad alcune case tipiche dell’antica Pompei», compiacendosi per «i bei fiori, la vigna dalle foglie larghe, la bella uva, le arance dall’odore soave, il mormorio e la freschezza delle acque» e lodandone «il paesaggio sospeso tra un mare che confonde l’orizzonte e le colline che limitano la vista». Hittorff riscontra, in generale, nel sito la «produzione ingenua di una specie di artigianato locale che per il suo effetto felice diventa arte» (in originale dal francese: «production naïve d’une sorte d’industrie locale, qui, par son heureux effet, devient un modèle pour l’art»).

## Gli studi sul sito
A parte la pubblicazione nell’Architecture Moderne della Sicile, il complesso è rimasto del tutto ignoto al circuito storico-critico e letterario messinese, siciliano o internazionale, sia prima del rilievo dell’architetto francese, sia dopo. Nessuna fonte otto-novecentesca lo ha mai citato. Nel 2013, a una mostra su Hittorff tenutasi alla Biblioteca Regionale Universitaria "Giacomo Longo" di Messina, il curatore Massimo Lo Curzio, architetto e docente messinese, ha esposto le riproduzioni dei fogli originali di rilievo, depositati all'Universitats-und Stadtbibliothek di Colonia e già recuperati dallo studioso tedesco Michael Kiene.
Fra questi, tre fogli a matita su carta (n. 130, 131, 132) relativi al sito e inediti per Messina. In particolare: una planimetria, un dettaglio della fontana  e uno schizzo in prospettiva frontale verso il portico , la scala e l’edicola con la fontana. Il luogo è indicato da Hittorff come “Casino di Terra Nuova”, con proprietà attribuita alla famiglia del canonico “Philippo Zacamen” (Filippo Zagami). Neanche sui rilievi originali erano presenti, tuttavia, riscontri documentali utili alla sua localizzazione.  

## La scoperta del Casino di Terra Nuova
I ricercatori Francesco Galletta e Francesco Sondrio, architetti e docenti messinesi, grazie al disegno n. 132 in prospettiva, nel 2014 scoprivano l’effettiva esistenza del Casino di Terra Nuova in proprietà privata a Giampilieri marina, Messina. Del complesso originale descritto da Hittorff si riscontrano oggi: l’edificio di destra, molto modificato, la scalinata, l’edicola con la fontana e parte della zona d’accesso. Il giardino, per metà, non è più esistente, mentre il portico pergolato è del tutto sparito. Il lotto di sinistra, che appariva libero nei disegni della Planche XXXIII, è stato, nel tempo, completamente edificato. 
La parte più importante del casino è la statua - di tarda fattura cinquecentesca - che fa parte della fontana, trasferita però nella Planche XXXIII, con notevoli modifiche rispetto ai rilievi. Il soggetto, scolpito nel marmo di Carrara, è un uomo anziano che suona la cetra sopra due delfini. Galletta e Sondrio, con l’ausilio della docente Elena Garruccio, hanno indicato nel mito di Arione di Metimna, già descritto in letteratura da Erodoto e utilizzato in molte opere d’arte, il tema e il personaggio raffigurati.

## La fontana di Arione
Sulla base delle caratteristiche della statua e in confronto con il contesto culturale della città di Messina nel ‘500, gli scopritori hanno proposto l’attribuzione dell’opera allo scultore Rinaldo Bonanno, nato a Raccuja, in provincia di Messina, possibilmente nel 1545 e morto quasi certamente nel 1590. Allievo di Martino Montanini, a sua volta nipote e discepolo di Giovanni Angelo Montorsoli, fu genero di Andrea Calamech e lavorò molto in Sicilia e in Calabria. 
La fontana è costituita dalla statua dell’Arione inserita in una nicchia con arco a tutto sesto, con conchiglia e cornice modanata e un’edicola con mezze colonne addossate d’ordine tuscanico. Il tutto è sormontato da ghirlande e da uno stemma inquartato. Galletta e Sondrio, pur rilevando la forte connessione tra scultura e architettura, ne hanno mantenuto separata l’attribuzione, sia per gli scarsi riscontri nelle fonti sull’effettiva attività continuativa di Bonanno come architetto, sia per l’assenza di documenti specifici sul tema.
Gli stessi scopritori, pur rilevando un forte legame proporzionale fra tutte le parti della fontana, non hanno scartato l’ipotesi che la stessa «potesse stare in precedenza in un luogo diverso» [e che] «sia stata riposizionata al Casino di Terra Nuova in seguito a un progetto architettonico complessivo ben preciso».

## Lo stemma
L’edicola è conclusa da uno stemma inquartato. Un tempo era sormontata da una corona a cinque fioroni, simbolo di marchesato, oggi perduta ma visibile nei rilievi di Hittorff e nella Planche. Dopo l’individuazione e fino alla pubblicazione, gli scopritori hanno effettuato delle ricerche sul possibile committente dell’Arione e del Casino; tuttavia, non è stato possibile giungere a un utile riscontro sull’argomento.
Lo stemma presenta l’aquila bicipite e il leone rampante rispettivamente nel quarto superiore e inferiore di destra, mentre a sinistra troviamo simboli vari di provenienza diversa. In particolare, nel quarto superiore sinistro: una luna crescente con stella sottostante e, più giù, un simbolo non individuato. Ancora, nel quarto inferiore sinistro ci sono tre oggetti di incerta identificazione, molto simili a dei lucchetti (oppure a dei moggi).
Per lo stemma, gli scopritori hanno proposto una “lettura interpretativa” dei singoli elementi - “ordinari e ampiamente diffusi” nell’araldica - seguendone il “linguaggio figurato e simbolico” proprio. Tuttavia, neanche il disegno d’insieme, al momento potrebbe ricondurre a specifiche «famiglie siciliane stabilitesi nel territorio di Giampilieri nel periodo interessato, né in quelli successivi».